# Burgos 2016-Castilla y León/Saison 2011
Dieser Artikel listet Erfolge und Mannschaft des Radsportteams Burgos 2016-Castilla y León in der Saison 2011 auf.

## Erfolge in der UCI Europe Tour
In der Saison 2011 gelangen dem Team nachstehende Erfolge in der UCI Europe Tour.
| Datum      | Rennen                     | Kat. | Fahrer      |
| ---------- | -------------------------- | ---- | ----------- |
| 12. August | 2. Etappe Mi-Août Bretonne | 2.2  | David Belda |

## Abgänge – Zugänge
| Zugänge                         | Team 2010                    | Abgänge          | Team 2011                 |
| ------------------------------- | ---------------------------- | ---------------- | ------------------------- |
| Rubén Jiménez                   | Letua Cycling Team           | Iván Melero      | Team Type 1-Sanofi        |
| David Belda                     | Guerola-Valencia Terra i Mar | Grégory Brenes   | Movistar Continental Team |
| Jacques Janse van Rensburg      | Team DCM                     | Byron Guamá      | Movistar Continental Team |
| Christopher Jennings            | Neoprofi                     | Andrés Avelino   | Unbekannt                 |
| Carlos Verona                   | Neoprofi                     | David Francisco  | Unbekannt                 |
| Nicolas Capdepuy (ab 1. August) | Neoprofi                     | José Carlos Lara | Unbekannt                 |
|                                 |                              | Raúl Santamarta  | Unbekannt                 |

## Mannschaft
| Name                       | Geburtstag        | Nationalität |
| -------------------------- | ----------------- | ------------ |
| Manuel Antón               | 5. November 1988  | Spanien      |
| David Belda                | 18. März 1983     | Spanien      |
| Nicolas Capdepuy           | 8. November 1988  | Frankreich   |
| Diego Gallego              | 9. Juni 1982      | Spanien      |
| Óscar Grau                 | 22. Juni 1979     | Spanien      |
| Jacques Janse van Rensburg | 6. September 1987 | Südafrika    |
| Christopher Jennings       | 5. Mai 1991       | Südafrika    |
| Rubén Jiménez              | 27. August 1987   | Spanien      |
| Luis Mas                   | 15. Oktober 1989  | Spanien      |
| Pascual Orengo             | 23. März 1989     | Spanien      |
| Carlos Verona              | 4. November 1992  | Spanien      |

## Platzierungen in UCI-Ranglisten
UCI Africa Tour 2011
|      | Fahrer                     | Punkte |
| ---- | -------------------------- | ------ |
| 125. | Jacques Janse van Rensburg | 8      |

UCI Europe Tour 2011
|       | Fahrer        | Punkte |
| ----- | ------------- | ------ |
| 556.  | David Belda   | 25     |
| 587.  | Carlos Verona | 22     |
| 805.  | Manuel Antón  | 11     |
| 1064. | Óscar Grau    | 5      |
| 1121. | Luis Mas      | 4      |